# Lista de treinadores da Seleção Brasileira de Futebol
Esta é uma lista dos treinadores da Seleção Brasileira de Futebol, contendo informações sobre a duração do comando e de seus desempenhos nas partidas e nas competições disputadas, além de estatísticas diversas. Compreende listas de todas as pessoas que comandaram a equipe em partidas oficiais e não oficiais, interinamente ou não.
A primeira lista resume os treinadores considerados titulares da Seleção, ou seja, responsáveis, até o encerramento do período de comando, pela maior parte das partidas da equipe. A segunda lista compreende aqueles que comandaram a equipe titular interinamente por um intervalo de tempo englobado por um período de trabalho maior de um outro treinador. A terceira lista relaciona os treinadores que comandaram a Seleção exclusivamente em jogos não oficiais, ou seja, partidas contra equipes que não sejam outras seleções nacionais reconhecidas pela Federação Internacional de Futebol (FIFA).
As datas de início e término relacionadas a cada treinador dizem respeito às datas das partidas inicial e final do período em que a Seleção esteve sob seu comando. Portanto, não se refere à data da contratação ou demissão do treinador pela Confederação Brasileira de Desportos ou a Confederação Brasileira de Futebol. As durações dos comandos em dias são calculadas, na lista, a partir da diferença entre as datas do término do comando e do início deste. Se fossem contados os dias do calendário de cada período, todos os treinadores teriam seu número de dias apresentado acrescido em uma unidade. O aproveitamento dos técnicos é calculado considerando 2 pontos por vitória até a Copa do Mundo FIFA de 1994, competição na qual a FIFA passou a adotar a regra de 3 pontos por vitória. A partir deste torneio, o aproveitamento dos treinadores foi calculado seguindo este critério.

## Lista de treinadores
Até 1922, a Seleção Brasileira não era comandada por um treinador único. A equipe era convocada, escalada e treinada por uma comissão técnica formada por diversos jogadores; o jogador que representava a equipe dentro de campo perante o juiz, função hoje exercida pelo capitão, era habitualmente referido como "técnico".
| Treinador             | Treinador                 | Início                  | Término                 | Duração    | Jogos | V  | E  | D | Apr.   |
| --------------------- | ------------------------- | ----------------------- | ----------------------- | ---------- | ----- | -- | -- | - | ------ |
| Comissão técnica      | Comissão técnica          | 21 de julho de 1914     | 27 de setembro de 1914  | 68 dias    | 2     | 1  | 0  | 1 | 50%    |
| Comissão técnica      | Comissão técnica          | 8 de julho de 1916      | 18 de julho de 1916     | 10 dias    | 4     | 1  | 2  | 1 | 50%    |
| Comissão técnica      | Comissão técnica          | 3 de outubro de 1917    | 16 de outubro de 1917   | 13 dias    | 4     | 1  | 0  | 3 | 25%    |
| Comissão técnica      | Comissão técnica          | 11 de maio de 1919      | 1 de junho de 1919      | 21 dias    | 5     | 3  | 2  | 0 | 80%    |
| Comissão técnica      | Comissão técnica          | 11 de setembro de 1920  | 6 de outubro de 1920    | 25 dias    | 4     | 1  | 0  | 3 | 25%    |
| Ferreira Vianna Netto | Ferreira Vianna Netto     | 2 de outubro de 1921    | 23 de outubro de 1921   | 21 dias    | 3     | 1  | 0  | 2 | 33,3%  |
| Comissão técnica      | Comissão técnica          | 17 de setembro de 1922  | 29 de outubro de 1922   | 42 dias    | 6     | 3  | 3  | 0 | 75%    |
| Comissão técnica      | Comissão técnica          | 22 de outubro de 1922   | 22 de outubro de 1922   | 1 dia      | 1     | 1  | 0  | 0 | 100%   |
|                       | Chico Netto               | 11 de novembro de 1923  | 9 de dezembro de 1923   | 28 dias    | 6     | 2  | 0  | 4 | 33,3%  |
| Joaquim Guimarães     | Joaquim Guimarães         | 6 de dezembro de 1925   | 25 de dezembro de 1925  | 19 dias    | 4     | 2  | 1  | 1 | 62,5%  |
|                       | Ramón Platero             | 6 de dezembro de 1925   | 25 de dezembro de 1925  | 19 dias    | 4     | 2  | 1  | 1 | 62,5%  |
|                       | Píndaro de Carvalho       | 17 de julho de 1930     | 17 de agosto de 1930    | 31 dias    | 5     | 4  | 0  | 1 | 80%    |
|                       | Luís Vinhaes              | 2 de julho de 1931      | 22 de julho de 1934     | 1 116 dias | 4     | 2  | 0  | 2 | 50%    |
|                       | Ademar Pimenta            | 27 de dezembro de 1936  | 19 de junho de 1938     | 539 dias   | 11    | 7  | 1  | 3 | 68,2%  |
| Carlos Nascimento     | Carlos Nascimento         | 15 de janeiro de 1939   | 22 de janeiro de 1939   | 7 dias     | 2     | 1  | 0  | 1 | 50%    |
| Sylvio Lagreca        | Sylvio Lagreca            | 18 de fevereiro de 1940 | 25 de fevereiro de 1940 | 7 dias     | 2     | 0  | 1  | 1 | 25%    |
| Jayme Barcelos        | Jayme Barcelos            | 5 de março de 1940      | 31 de março de 1940     | 26 dias    | 5     | 1  | 0  | 4 | 20%    |
|                       | Ademar Pimenta            | 14 de janeiro de 1942   | 5 de fevereiro de 1942  | 22 dias    | 6     | 3  | 1  | 2 | 58,3%  |
|                       | Flávio Costa e Joreca     | 14 de maio de 1944      | 17 de maio de 1944      | 3 dias     | 2     | 2  | 0  | 0 | 100%   |
|                       | Flávio Costa              | 21 de janeiro de 1945   | 16 de julho de 1950     | 2 002 dias | 39    | 24 | 6  | 9 | 69,2%  |
|                       | Zezé Moreira              | 6 de abril de 1952      | 20 de abril de 1952     | 14 dias    | 5     | 4  | 1  | 0 | 90%    |
|                       | Aymoré Moreira            | 1 de março de 1953      | 1 de abril de 1953      | 31 dias    | 7     | 4  | 0  | 3 | 57,1%  |
|                       | Zezé Moreira              | 28 de fevereiro de 1954 | 18 de setembro de 1955  | 567 dias   | 8     | 5  | 2  | 1 | 75%    |
|                       | Vicente Feola             | 20 de setembro de 1955  | 20 de setembro de 1955  | 1 dia      | 1     | 1  | 0  | 0 | 100%   |
|                       | Flávio Costa              | 13 de novembro de 1955  | 13 de novembro de 1955  | 1 dia      | 1     | 1  | 0  | 0 | 100%   |
|                       | Osvaldo Brandão           | 17 de novembro de 1955  | 10 de fevereiro de 1956 | 85 dias    | 6     | 1  | 3  | 2 | 41,7%  |
| Teté                  | Teté                      | 1 de março de 1956      | 18 de março de 1956     | 17 dias    | 5     | 4  | 1  | 0 | 90%    |
|                       | Flávio Costa              | 25 de março de 1956     | 8 de agosto de 1956     | 136 dias   | 14    | 8  | 3  | 3 | 67,9%  |
|                       | Osvaldo Brandão           | 13 de março de 1957     | 21 de abril de 1957     | 39 dias    | 8     | 5  | 1  | 2 | 68,8%  |
|                       | Sylvio Pirillo            | 11 de junho de 1957     | 10 de julho de 1957     | 29 dias    | 4     | 3  | 0  | 1 | 75%    |
| Pedrinho              | Pedrinho                  | 15 de setembro de 1957  | 18 de setembro de 1957  | 3 dias     | 2     | 0  | 1  | 1 | 25%    |
|                       | Vicente Feola             | 4 de maio de 1958       | 12 de julho de 1960     | 800 dias   | 29    | 23 | 4  | 2 | 86,2%  |
|                       | Aymoré Moreira            | 30 de abril de 1961     | 22 de maio de 1963      | 752 dias   | 35    | 23 | 4  | 8 | 71,4%  |
|                       | Vicente Feola             | 30 de maio de 1964      | 19 de julho de 1966     | 780 dias   | 27    | 17 | 6  | 4 | 74,1%  |
|                       | Aymoré Moreira            | 25 de junho de 1967     | 17 de dezembro de 1968  | 541 dias   | 19    | 10 | 5  | 4 | 65,9%  |
|                       | João Saldanha             | 7 de abril de 1969      | 8 de março de 1970      | 335 dias   | 11    | 10 | 0  | 1 | 90,9%  |
|                       | Zagallo                   | 22 de março de 1970     | 6 de julho de 1974      | 1 567 dias | 51    | 33 | 14 | 4 | 78,4%  |
|                       | Osvaldo Brandão           | 31 de julho de 1975     | 20 de fevereiro de 1977 | 570 dias   | 18    | 15 | 2  | 1 | 88,9%  |
|                       | Cláudio Coutinho          | 3 de março de 1977      | 31 de outubro de 1979   | 972 dias   | 31    | 17 | 11 | 3 | 72,6%  |
|                       | Telê Santana              | 2 de abril de 1980      | 5 de julho de 1982      | 824 dias   | 36    | 27 | 6  | 3 | 83,3%  |
|                       | Carlos Alberto Parreira   | 28 de abril de 1983     | 4 de novembro de 1983   | 190 dias   | 14    | 5  | 7  | 2 | 60,7%  |
|                       | Eduardo Coimbra           | 10 de junho de 1984     | 21 de junho de 1984     | 11 dias    | 3     | 1  | 1  | 1 | 50%    |
|                       | Evaristo de Macedo        | 25 de abril de 1985     | 21 de maio de 1985      | 11 dias    | 6     | 3  | 0  | 3 | 50%    |
|                       | Telê Santana              | 2 de junho de 1985      | 21 de junho de 1986     | 384 dias   | 17    | 11 | 4  | 2 | 76,5%  |
|                       | Carlos Alberto Silva      | 19 de maio de 1987      | 12 de outubro de 1988   | 512 dias   | 19    | 12 | 5  | 2 | 76,3%  |
|                       | Sebastião Lazaroni        | 15 de março de 1989     | 24 de junho de 1990     | 466 dias   | 30    | 19 | 7  | 4 | 75%    |
|                       | Falcão                    | 12 de setembro de 1990  | 21 de julho de 1991     | 312 dias   | 16    | 6  | 7  | 3 | 59,4%  |
|                       | Carlos Alberto Parreira   | 30 de outubro de 1991   | 17 de julho de 1994     | 991 dias   | 45    | 27 | 13 | 5 | 74,2%  |
|                       | Zagallo                   | 23 de dezembro de 1994  | 12 de julho de 1998     | 1 297 dias | 72    | 54 | 12 | 6 | 80,6%  |
|                       | Vanderlei Luxemburgo      | 23 de setembro de 1998  | 3 de setembro de 2000   | 711 dias   | 33    | 21 | 7  | 5 | 70,7%  |
|                       | Emerson Leão              | 3 de março de 2001      | 9 de junho de 2001      | 98 dias    | 9     | 2  | 4  | 3 | 37%    |
|                       | Luiz Felipe Scolari       | 1 de julho de 2001      | 21 de agosto de 2002    | 416 dias   | 24    | 18 | 1  | 5 | 76,4%  |
|                       | Carlos Alberto Parreira   | 12 de fevereiro de 2003 | 1 de julho de 2006      | 1 235 dias | 53    | 29 | 17 | 7 | 65,4%  |
|                       | Dunga                     | 16 de agosto de 2006    | 2 de julho de 2010      | 1 416 dias | 57    | 39 | 12 | 6 | 75,4%  |
|                       | Mano Menezes              | 10 de agosto de 2010    | 21 de novembro de 2012  | 834 dias   | 33    | 21 | 6  | 6 | 69,7%  |
|                       | Luiz Felipe Scolari       | 6 de fevereiro de 2013  | 12 de julho de 2014     | 521 dias   | 29    | 19 | 6  | 4 | 72,4%  |
|                       | Dunga                     | 5 de setembro de 2014   | 12 de junho de 2016     | 646 dias   | 26    | 18 | 5  | 3 | 75,6%  |
|                       | Tite                      | 1 de setembro de 2016   | 9 de dezembro de 2022   | 2 290 dias | 81    | 60 | 15 | 6 | 80,2%  |
|                       | Ramon Menezes (interino)  | 3 de março de 2023      | 4 de julho de 2023      | 123 dias   | 3     | 1  | 0  | 2 | Irrel. |
|                       | Fernando Diniz (interino) | 4 de julho de 2023      | 5 de janeiro de 2024    | 185 dias   | 6     | 2  | 1  | 3 | 38,9%  |
|                       | Dorival Júnior            | 7 de janeiro de 2024    | 28 de março de 2025     | 446 dias   | 16    | 7  | 7  | 2 | 58,3%  |
|                       | Carlo Ancelotti           | 12 de maio de 2025      | —                       | 30 dias    | 2     | 1  | 1  | 0 | 66,7%  |

## Treinadores interinos
Esta lista compreende treinadores que comandaram a equipe principal da Seleção durante o período de trabalho de outro treinador. Os casos incluem partidas nas quais a Seleção Brasileira foi representada por uma seleção estadual ou por um clube de futebol, quando o Brasil disputava duas partidas ao mesmo tempo, em um curto período de transição entre um treinador titular e outro, em amistosos não oficiais, etc.
| Treinador                          | Treinador                          | Data                   | Placar | Adversário      | Observações |
| ---------------------------------- | ---------------------------------- | ---------------------- | ------ | --------------- | --- |
| Clodô                              | Clodô                              | 22 de outubro de 1922  | 2–1    | Argentina       | No mesmo dia, houve dois jogos da Seleção Brasileira: enquanto a comissão técnica que vinha comandando os jogos do Brasil — formada por Amílcar Barbuy (capitão), Célio de Barros e Ferreira Netto — o fazia no Campeonato Sul-Americano de 1922, Clodô treinava a Seleção na Copa Roca de 1922. |
| Gentil Cardoso                     | Gentil Cardoso                     | 5 de dezembro de 1959  | 3–2    | Paraguai        | Gentil Cardoso comandou a Seleção Brasileira, representada pela Seleção Pernambucana, no Campeonato Sul-Americano de 1959. O treinador das demais competições à época era Vicente Feola. |
| Gentil Cardoso                     | Gentil Cardoso                     | 12 de dezembro de 1959 | 0–3    | Uruguai         | Gentil Cardoso comandou a Seleção Brasileira, representada pela Seleção Pernambucana, no Campeonato Sul-Americano de 1959. O treinador das demais competições à época era Vicente Feola. |
| Gentil Cardoso                     | Gentil Cardoso                     | 19 de dezembro de 1959 | 3–1    | Equador         | Gentil Cardoso comandou a Seleção Brasileira, representada pela Seleção Pernambucana, no Campeonato Sul-Americano de 1959. O treinador das demais competições à época era Vicente Feola. |
| Gentil Cardoso                     | Gentil Cardoso                     | 22 de dezembro de 1959 | 1–4    | Argentina       | Gentil Cardoso comandou a Seleção Brasileira, representada pela Seleção Pernambucana, no Campeonato Sul-Americano de 1959. O treinador das demais competições à época era Vicente Feola. |
| Gentil Cardoso                     | Gentil Cardoso                     | 27 de dezembro de 1959 | 2–1    | Equador         | Gentil Cardoso comandou a Seleção Brasileira, representada pela Seleção Pernambucana, no Campeonato Sul-Americano de 1959. O treinador das demais competições à época era Vicente Feola. |
| Foguinho                           | Foguinho                           | 6 de março de 1960     | 2–2    | México          | Foguinho comandou a Seleção Brasileira, representada pela Seleção Gaúcha, no Campeonato Pan-Americano de 1960. O treinador das demais competições à época era Vicente Feola. |
| Foguinho                           | Foguinho                           | 10 de março de 1960    | 0–3    | Costa Rica      | Foguinho comandou a Seleção Brasileira, representada pela Seleção Gaúcha, no Campeonato Pan-Americano de 1960. O treinador das demais competições à época era Vicente Feola. |
| Foguinho                           | Foguinho                           | 13 de março de 1960    | 1–2    | Argentina       | Foguinho comandou a Seleção Brasileira, representada pela Seleção Gaúcha, no Campeonato Pan-Americano de 1960. O treinador das demais competições à época era Vicente Feola. |
| Foguinho                           | Foguinho                           | 15 de março de 1960    | 2–1    | México          | Foguinho comandou a Seleção Brasileira, representada pela Seleção Gaúcha, no Campeonato Pan-Americano de 1960. O treinador das demais competições à época era Vicente Feola. |
| Foguinho                           | Foguinho                           | 17 de março de 1960    | 4–0    | Costa Rica      | Foguinho comandou a Seleção Brasileira, representada pela Seleção Gaúcha, no Campeonato Pan-Americano de 1960. O treinador das demais competições à época era Vicente Feola. |
| Foguinho                           | Foguinho                           | 20 de março de 1960    | 1–0    | Argentina       | Foguinho comandou a Seleção Brasileira, representada pela Seleção Gaúcha, no Campeonato Pan-Americano de 1960. O treinador das demais competições à época era Vicente Feola. |
| Filpo Núñez                        | Filpo Núñez                        | 7 de setembro de 1965  | 3–0    | Uruguai         | A Seleção Brasileira foi representada pela equipe do Palmeiras em jogo amistoso contra o Uruguai. O técnico palmeirense à época, o argentino Filpo Núñez, comandou a equipe nesta partida. O treinador à época era Vicente Feola. |
| Osvaldo Brandão José Teixeira      | Osvaldo Brandão José Teixeira      | 16 de novembro de 1965 | 0–2    | Arsenal         | Osvaldo Brandão e José Teixeira comandaram conjuntamente a Seleção em um amistoso não oficial contra o Arsenal Football Club, partida na qual o Brasil foi representado inteiramente pela equipe do Corinthians. O treinador à época era Vicente Feola. |
| Aymoré Moreira                     | Aymoré Moreira                     | 21 de novembro de 1965 | 2–2    | União Soviética | No dia 21 de novembro de 1965, a Seleção Brasileira disputou dois jogos concomitantemente: a equipe principal, comandada pelo então técnico titular Vicente Feola, enfrentou a União Soviética no Maracanã, enquanto uma outra representando a Seleção enfrentou a Hungria no Pacaembu. Esta última equipe foi comandada por Aymoré Moreira, e contava apenas com jogadores que atuavam em clubes paulistas. |
| Carlos Froner                      | Carlos Froner                      | 17 de abril de 1966    | 1–0    | Chile           | Carlos Froner comandou a Seleção na disputa da Taça Bernardo O'Higgins de 1966, quando a equipe era formada apenas por jogadores que atuavam em clubes do Rio Grande do Sul. O treinador à época era Vicente Feola. |
| Carlos Froner                      | Carlos Froner                      | 20 de abril de 1966    | 1–2    | Chile           | Carlos Froner comandou a Seleção na disputa da Taça Bernardo O'Higgins de 1966, quando a equipe era formada apenas por jogadores que atuavam em clubes do Rio Grande do Sul. O treinador à época era Vicente Feola. |
| Zagallo                            | Zagallo                            | 19 de setembro de 1967 | 1–0    | Chile           | A Seleção Brasileira foi representada exclusivamente por jogadores que atuavam em clubes cariocas, em especial o Botafogo em um amistoso contra o Chile em 1967 e em outro contra a Argentina em 1968. Em ambas, Zagallo, então técnico botafoguense, comandou a Seleção, enquanto que o treinador à época era Aymoré Moreira. Em 2002, Zagallo foi convidado pela CBF para dirigir o Brasil em um amistoso contra a Coreia do Sul, a fim de marcar sua despedida do comando da Seleção. O treinador nesta época era Carlos Alberto Parreira. |
| Zagallo                            | Zagallo                            | 7 de agosto de 1968    | 4–1    | Argentina       | A Seleção Brasileira foi representada exclusivamente por jogadores que atuavam em clubes cariocas, em especial o Botafogo em um amistoso contra o Chile em 1967 e em outro contra a Argentina em 1968. Em ambas, Zagallo, então técnico botafoguense, comandou a Seleção, enquanto que o treinador à época era Aymoré Moreira. Em 2002, Zagallo foi convidado pela CBF para dirigir o Brasil em um amistoso contra a Coreia do Sul, a fim de marcar sua despedida do comando da Seleção. O treinador nesta época era Carlos Alberto Parreira. |
| Zagallo                            | Zagallo                            | 20 de novembro de 2002 | 3–2    | Coreia do Sul   | A Seleção Brasileira foi representada exclusivamente por jogadores que atuavam em clubes cariocas, em especial o Botafogo em um amistoso contra o Chile em 1967 e em outro contra a Argentina em 1968. Em ambas, Zagallo, então técnico botafoguense, comandou a Seleção, enquanto que o treinador à época era Aymoré Moreira. Em 2002, Zagallo foi convidado pela CBF para dirigir o Brasil em um amistoso contra a Coreia do Sul, a fim de marcar sua despedida do comando da Seleção. O treinador nesta época era Carlos Alberto Parreira. |
| Antoninho                          | Antoninho                          | 25 de julho de 1968    | 4–0    | Paraguai        | Antoninho comandou a Seleção Brasileira, representada pela Seleção Paulista, na Taça Oswaldo Cruz de 1968, tendo sido campeão. O treinador das demais competições à época era Aymoré Moreira. |
| Antoninho                          | Antoninho                          | 28 de julho de 1968    | 0–1    | Paraguai        | Antoninho comandou a Seleção Brasileira, representada pela Seleção Paulista, na Taça Oswaldo Cruz de 1968, tendo sido campeão. O treinador das demais competições à época era Aymoré Moreira. |
| Biju Carlyle Guimarães Jota Júnior | Biju Carlyle Guimarães Jota Júnior | 11 de agosto de 1968   | 3–2    | Argentina       | Jogadores do Atlético Mineiro, América Mineiro e Cruzeiro, com maior predominância do último, representaram a Seleção em um amistoso contra a Argentina. O comando da equipe para esta partida ficou a cargo de três jornalistas mineiros: o ex-supervisor do América-MG Lísio "Biju" Juscelino Gonzaga, o ex-jogador Carlyle Guimarães e Jota Júnior. O treinador à época era Aymoré Moreira. |
| Yustrich                           | Yustrich                           | 19 de dezembro de 1968 | 3–2    | Iugoslávia      | A Seleção foi representada pela equipe do Clube Atlético Mineiro em um amistoso contra a Iugoslávia; Yustrich, então treinador atleticano, comandou a equipe. |
| Mário Travaglini                   | Mário Travaglini                   | 6 de outubro de 1976   | 0–2    | Flamengo        | Mário Travaglini comandou a equipe em uma partida amistosa não oficial contra o Flamengo, substituindo o treinador Oswaldo Brandão, que se recuperava de uma cirurgia. A partida ficou conhecida como Taça Geraldo Cleofas Dias Alves e foi disputada em homenagem a Geraldo Assoviador, ex-atacante do clube, que morrera em 26 de agosto do mesmo ano. À época, o treinador era Osvaldo Brandão. |
| Ernesto Paulo                      | Ernesto Paulo                      | 11 de setembro de 1991 | 0–1    | País de Gales   | Com a demissão do então treinador Paulo Roberto Falcão, Ernesto Paulo foi chamado pela CBF para treinar interinamente a Seleção em um amistoso contra o País de Gales. |
| Candinho                           | Candinho                           | 13 de novembro de 1999 | 0–0    | Espanha         | Candinho era auxiliar-técnico da equipe durante os anos em que Vanderlei Luxemburgo era treinador. O primeiro comando interino foi em um amistoso contra a Espanha quando Luxemburgo decidiu viajar com a Seleção Brasileira Sub-23 para disputar um amistoso contra a Austrália, em preparação para os Jogos Olímpicos de 2000. A segunda passagem de Candinho aconteceu após a demissão de Luxemburgo do comando da seleção, em uma partida contra a Venezuela, válida pelas eliminatórias da Copa do Mundo FIFA de 2002.                   |
| Candinho                           | Candinho                           | 8 de outubro de 2000   | 6–0    | Venezuela       | Candinho era auxiliar-técnico da equipe durante os anos em que Vanderlei Luxemburgo era treinador. O primeiro comando interino foi em um amistoso contra a Espanha quando Luxemburgo decidiu viajar com a Seleção Brasileira Sub-23 para disputar um amistoso contra a Austrália, em preparação para os Jogos Olímpicos de 2000. A segunda passagem de Candinho aconteceu após a demissão de Luxemburgo do comando da seleção, em uma partida contra a Venezuela, válida pelas eliminatórias da Copa do Mundo FIFA de 2002.                   |
| Pedro Santilli                     | Pedro Santilli                     | 15 de novembro de 2000 | 1–0    | Colômbia        | Pedro Santilli compunha a comissão técnica da Seleção sob o comando de Emerson Leão e treinou o Brasil interinamente na partida contra a Colômbia, válida pelas eliminatórias da Copa do Mundo FIFA de 2002, por conta do cumprimento de uma punição por Leão do Superior Tribunal de Justiça Desportiva. Na prática, Santilli ficou no banco de reservas enquanto recebia instruções do treinador titular, que se encontrava na tribuna de honra do Estádio do Morumbi.                                                                      |
| Antônio Lopes                      | Antônio Lopes                      | 23 de julho de 2001    | 0–2    | Honduras        | Antônio Lopes era coordenador-técnico da Seleção comandada por Luiz Felipe Scolari, treinou o Brasil interinamente contra Honduras, em partida válida pela Copa América 2001, em virtude de uma suspensão de Scolari, que fora expulso no jogo anterior deste campeonato. Esta derrota para a seleção hondurenha representou a eliminação brasileira no torneio. |
| Ricardo Gomes                      | Ricardo Gomes                      | 13 de julho de 2003    | 0–1    | México          | A Seleção Brasileira Sub-23 representou a equipe principal na Copa Ouro da CONCACAF de 2003. No entanto, a CBF não considera este jogo como tendo sido disputado pela Seleção principal. |
| Ricardo Gomes                      | Ricardo Gomes                      | 15 de julho de 2003    | 2–1    | Honduras        | A Seleção Brasileira Sub-23 representou a equipe principal na Copa Ouro da CONCACAF de 2003. No entanto, a CBF não considera este jogo como tendo sido disputado pela Seleção principal. |
| Ricardo Gomes                      | Ricardo Gomes                      | 19 de julho de 2003    | 2–0    | Colômbia        | A Seleção Brasileira Sub-23 representou a equipe principal na Copa Ouro da CONCACAF de 2003. No entanto, a CBF não considera este jogo como tendo sido disputado pela Seleção principal. |
| Ricardo Gomes                      | Ricardo Gomes                      | 23 de julho de 2003    | 2–1    | Estados Unidos  | A Seleção Brasileira Sub-23 representou a equipe principal na Copa Ouro da CONCACAF de 2003. No entanto, a CBF não considera este jogo como tendo sido disputado pela Seleção principal. |
| Ricardo Gomes                      | Ricardo Gomes                      | 27 de julho de 2003    | 0–1    | México          | A Seleção Brasileira Sub-23 representou a equipe principal na Copa Ouro da CONCACAF de 2003. No entanto, a CBF não considera este jogo como tendo sido disputado pela Seleção principal. |
| Jorginho                           | Jorginho                           | 6 de fevereiro de 2008 | 1–0    | Irlanda         | Jorginho era auxiliar-técnico da Seleção durante a primeira passagem do treinador Dunga e treinou a equipe em dois amistosos seguidos, o primeiro contra a Irlanda e o segundo contra a Suécia, devido a uma suspensão do treinador titular, devido à expulsão deste em partida contra o México em 12 de setembro de 2007. |
| Jorginho                           | Jorginho                           | 26 de março de 2008    | 1–0    | Suécia          | Jorginho era auxiliar-técnico da Seleção durante a primeira passagem do treinador Dunga e treinou a equipe em dois amistosos seguidos, o primeiro contra a Irlanda e o segundo contra a Suécia, devido a uma suspensão do treinador titular, devido à expulsão deste em partida contra o México em 12 de setembro de 2007. |

## Treinadores em jogos não oficiais
Esta lista compreende passagens de treinadores da Seleção marcadas apenas por jogos não oficiais, ou seja, partidas disputadas por equipes que não sejam seleções nacionais reconhecidas pela FIFA.
| Treinador             | Treinador             | Duração  | Jogos | V  | E | D | Apr.  | Data                    | Placar | Adversário           |
| --------------------- | --------------------- | -------- | ----- | -- | - | - | ----- | ----------------------- | ------ | -------------------- |
| Chico Netto           | Chico Netto           | 1 dia    | 1     | 0  | 1 | 0 | 50%   | 7 de janeiro de 1917    | 0–0    | Dublin               |
| Comissão técnica      | Comissão técnica      | 7 dias   | 2     | 1  | 1 | 0 | 75%   | 6 de maio de 1917       | 1–1    | Sportivo Barracas    |
| Comissão técnica      | Comissão técnica      | 7 dias   | 2     | 1  | 1 | 0 | 75%   | 13 de maio de 1917      | 2–1    | Sportivo Barracas    |
| Comissão técnica      | Comissão técnica      | 1 dia    | 1     | 0  | 0 | 1 | 0%    | 27 de janeiro de 1918   | 0–1    | Dublin               |
| Laís                  | Laís                  | 381 dias | 4     | 4  | 0 | 0 | 100%  | 24 de junho de 1928     | 5–0    | Motherwell           |
| Laís                  | Laís                  | 381 dias | 4     | 4  | 0 | 0 | 100%  | 6 de janeiro de 1929    | 5–3    | Sportivo Barracas    |
| Laís                  | Laís                  | 381 dias | 4     | 4  | 0 | 0 | 100%  | 24 de fevereiro de 1929 | 4–2    | Rampla Juniors       |
| Laís                  | Laís                  | 381 dias | 4     | 4  | 0 | 0 | 100%  | 10 de julho de 1929     | 2–0    | Ferencvárosi         |
| Armindo Nobs Ferreira | Armindo Nobs Ferreira | 170 dias | 12    | 11 | 0 | 1 | 91,7% | 7 de setembro de 1934   | 10–4   | Galícia              |
| Armindo Nobs Ferreira | Armindo Nobs Ferreira | 170 dias | 12    | 11 | 0 | 1 | 91,7% | 9 de setembro de 1934   | 5–1    | Ypiranga             |
| Armindo Nobs Ferreira | Armindo Nobs Ferreira | 170 dias | 12    | 11 | 0 | 1 | 91,7% | 13 de setembro de 1934  | 2–1    | Vitória              |
| Armindo Nobs Ferreira | Armindo Nobs Ferreira | 170 dias | 12    | 11 | 0 | 1 | 91,7% | 16 de setembro de 1934  | 8–1    | Bahia                |
| Armindo Nobs Ferreira | Armindo Nobs Ferreira | 170 dias | 12    | 11 | 0 | 1 | 91,7% | 20 de setembro de 1934  | 2–1    | Combinado 2 de Julho |
| Armindo Nobs Ferreira | Armindo Nobs Ferreira | 170 dias | 12    | 11 | 0 | 1 | 91,7% | 27 de setembro de 1934  | 5–4    | Sport                |
| Armindo Nobs Ferreira | Armindo Nobs Ferreira | 170 dias | 12    | 11 | 0 | 1 | 91,7% | 30 de setembro de 1934  | 3–1    | Santa Cruz           |
| Armindo Nobs Ferreira | Armindo Nobs Ferreira | 170 dias | 12    | 11 | 0 | 1 | 91,7% | 4 de outubro de 1934    | 8–3    | Náutico              |
| Armindo Nobs Ferreira | Armindo Nobs Ferreira | 170 dias | 12    | 11 | 0 | 1 | 91,7% | 7 de outubro de 1934    | 8–3    | Seleção Pernambucana |
| Armindo Nobs Ferreira | Armindo Nobs Ferreira | 170 dias | 12    | 11 | 0 | 1 | 91,7% | 10 de outubro de 1934   | 2–3    | Santa Cruz           |
| Armindo Nobs Ferreira | Armindo Nobs Ferreira | 170 dias | 12    | 11 | 0 | 1 | 91,7% | 16 de dezembro de 1934  | 4–1    | Palmeiras            |
| Armindo Nobs Ferreira | Armindo Nobs Ferreira | 170 dias | 12    | 11 | 0 | 1 | 91,7% | 24 de fevereiro de 1935 | 2–1    | River Plate          |

## Linha do tempo
A seguinte linha do tempo compreende todos os treinadores da Seleção em jogos oficiais a partir de 1923, ano no qual a equipe passou a ser treinada por exclusivamente por um único treinador:

## Estatísticas

### Número de jogos
Zagallo é o técnico que mais comandou a Seleção Brasileira em sua história em jogos oficiais (126) e no somatório de jogos oficiais e não oficiais (139). Também é o treinador com o maior número de vitórias pela equipe (90 em jogos oficiais e 100 no total). Já aquele com maior número de empates é Carlos Alberto Parreira (37 em jogos oficiais e 39 no total), e o com a maior quantidade de derrotas no comando da Seleção é Aymoré Moreira (15 em jogos oficiais e 17 no total).
São listados abaixo os treinadores que comandaram a Seleção Brasileira em pelo menos 20 jogos (oficiais e não oficiais). Neste critério, os treinadores com o melhor aproveitamento no comando da equipe, são em jogos oficiais Tite (80,3%) e em jogos totais, Vicente Feola (80,3%).
| #  | Treinador               | Jogos oficiais | Jogos oficiais | Jogos oficiais | Jogos oficiais | Jogos oficiais | Jogos não oficiais | Jogos não oficiais | Jogos não oficiais | Jogos não oficiais | Jogos não oficiais | Total | Total | Total | Total | Total |
| #  | Treinador               | Jogos          | V              | E              | D              | Apr.           | Jogos              | V                  | E                  | D                  | Apr.               | Jogos | V     | E     | D     | Apr.  |
| -- | ----------------------- | -------------- | -------------- | -------------- | -------------- | -------------- | ------------------ | ------------------ | ------------------ | ------------------ | ------------------ | ----- | ----- | ----- | ----- | ----- |
| 1  | Zagallo                 | 126            | 90             | 26             | 10             | 78,3%          | 13                 | 10                 | 3                  | 0                  | 85,7%              | 139   | 100   | 29    | 10    | 78,8% |
| 2  | Carlos Alberto Parreira | 112            | 61             | 37             | 14             | 65,4%          | 5                  | 3                  | 2                  | 0                  | 76,9%              | 117   | 64    | 39    | 14    | 68,4% |
| 3  | Dunga                   | 83             | 57             | 17             | 9              | 75,5%          | 1                  | 1                  | 0                  | 0                  | 100%               | 84    | 58    | 17    | 9     | 75,8% |
| 4  | Tite                    | 81             | 60             | 15             | 6              | 80,3%          | 0                  | 0                  | 0                  | 0                  | —                  | 81    | 60    | 15    | 6     | 80,3% |
| 5  | Vicente Feola           | 57             | 41             | 10             | 6              | 77,7%          | 11                 | 10                 | 1                  | 0                  | 95,5%              | 68    | 51    | 11    | 6     | 80,3% |
| 6  | Aymoré Moreira          | 62             | 37             | 10             | 15             | 65,0%          | 3                  | 2                  | 0                  | 1                  | 66,7%              | 65    | 39    | 10    | 16    | 67,7% |
| 7  | Flávio Costa            | 56             | 35             | 9              | 12             | 70,5%          | 4                  | 4                  | 0                  | 0                  | 100%               | 60    | 35    | 9     | 12    | 65,8% |
| 8  | Telê Santana            | 53             | 38             | 10             | 5              | 77,9%          | 2                  | 2                  | 0                  | 0                  | 100%               | 55    | 40    | 10    | 5     | 78,7% |
| 9  | Luiz Felipe Scolari     | 53             | 37             | 7              | 9              | 74,2%          | 1                  | 1                  | 0                  | 0                  | 100%               | 54    | 38    | 7     | 9     | 74,7% |
| 10 | Cláudio Coutinho        | 31             | 17             | 13             | 3              | 72,6%          | 14                 | 10                 | 4                  | 0                  | 85,7%              | 45    | 27    | 17    | 3     | 72,5% |
| 11 | Osvaldo Brandão         | 32             | 21             | 6              | 5              | 75%            | 7                  | 5                  | 1                  | 1                  | 78,6%              | 39    | 26    | 7     | 6     | 75,6% |
| 12 | Sebastião Lazaroni      | 30             | 19             | 7              | 4              | 75%            | 5                  | 2                  | 1                  | 2                  | 50%                | 35    | 21    | 8     | 6     | 71,4% |
| 13 | Vanderlei Luxemburgo    | 33             | 21             | 7              | 5              | 70,7%          | 1                  | 0                  | 1                  | 0                  | 33,3%              | 34    | 21    | 8     | 5     | 69,6% |
| 14 | Mano Menezes            | 33             | 21             | 6              | 6              | 69,7%          | 0                  | 0                  | 0                  | 0                  | —                  | 33    | 21    | 6     | 6     | 69,7% |
| 15 | Carlos Alberto Silva    | 19             | 12             | 5              | 2              | 76,3%          | 1                  | 1                  | 0                  | 0                  | 100%               | 20    | 13    | 5     | 2     | 77,5% |

### Títulos
Abaixo está uma lista dos treinadores campeões de torneios oficiais pela Seleção. Foram considerados como torneios oficiais aqueles de caráter não amistoso organizados por confederações continentais, tais como a FIFA, a CONMEBOL, a extinta Confederação Panamericana de Futebol e a CONCACAF; são eles: Copa do Mundo, Copa das Confederações, Copa América (conhecida até 1975 como Campeonato Sul-Americano de Futebol), Campeonato Panamericano e Copa Ouro da CONCACAF.
Zagallo e Carlos Alberto Parreira são os técnicos mais vitoriosos da seleção, em termos de títulos oficiais, com três cada. Além deles, Luiz Felipe Scolari e Dunga foram os técnicos que conquistaram dois títulos oficiais em uma mesma passagem pela Seleção.
| #  | Treinador               | Copa do Mundo | Copa das Confederações | Copa América | Pan-Americano | Ouro CONCACAF | Títulos |
| -- | ----------------------- | ------------- | ---------------------- | ------------ | ------------- | ------------- | ------- |
| 1  | Zagallo                 | 1970          | 1997                   | 1997         | —             | —             | 3       |
| 1  | Carlos Alberto Parreira | 1994          | 2005                   | 2004         | —             | —             | 3       |
| 3  | Luiz Felipe Scolari     | 2002          | 2013                   | —            | —             | —             | 2       |
| 4  | Dunga                   | —             | 2009                   | 2007         | —             | —             | 2       |
| 5  | Aymoré Moreira          | 1962          | —                      | —            | —             | —             | 1       |
| 5  | Vicente Feola           | 1958          | —                      | —            | —             | —             | 1       |
| 7  | Vanderlei Luxemburgo    | —             | —                      | 1999         | —             | —             | 1       |
| 7  | Flávio Costa            | —             | —                      | 1949         | —             | —             | 1       |
| 7  | Sebastião Lazaroni      | —             | —                      | 1989         | —             | —             | 1       |
| 7  | Tite                    | —             | —                      | 2019         | —             | —             | 1       |
| 7  | Comissão técnica        | —             | —                      | 1922         | —             | —             | 1       |
| 7  | Comissão técnica        | —             | —                      | 1919         | —             | —             | 1       |
| 13 | Teté                    | —             | —                      | —            | 1956          | —             | 1       |
| 13 | Zezé Moreira            | —             | —                      | —            | 1952          | —             | 1       |

### Campanhas
A relação abaixo diz respeito às campanhas dos treinadores da Seleção em torneios oficiais, considerando apenas treinadores que comandaram a equipe em mais de 15 jogos nestes torneios. Foram considerados como torneios oficiais aqueles de caráter não amistoso organizados por confederações continentais, tais como a FIFA, a CONMEBOL, a extinta Confederação Panamericana de Futebol e a CONCACAF; são eles: Copa do Mundo, Copa das Confederações, Copa América (conhecida até 1975 como Campeonato Sul-Americano de Futebol), Campeonato Pan-Americano e Copa Ouro da CONCACAF.
Flávio Costa apresenta o melhor aproveitamento de treinadores da Seleção Brasileira em competições oficiais (79,2%).
| # | Treinador               | Edição                         | Jogos | V  | E  | D | Apr.  | Rodada         |
| - | ----------------------- | ------------------------------ | ----- | -- | -- | - | ----- | -------------- |
| 1 | Flávio Costa            | Sul-Americano de 1945          | 6     | 5  | 0  | 1 | 83,3% | 2º lugar       |
| 1 | Flávio Costa            | Sul-Americano de 1946          | 5     | 3  | 1  | 1 | 70%   | 2º lugar       |
| 1 | Flávio Costa            | Sul-Americano de 1949          | 7     | 6  | 0  | 1 | 85,7% | Campeão        |
| 1 | Flávio Costa            | Copa do Mundo de 1950          | 6     | 4  | 1  | 1 | 75%   | 2º lugar       |
| 1 | Flávio Costa            | Total                          | 24    | 18 | 2  | 4 | 79,2% |                |
| 2 | Zagallo                 | Copa do Mundo de 1970          | 6     | 6  | 0  | 0 | 100%  | Campeão        |
| 2 | Zagallo                 | Copa do Mundo de 1974          | 7     | 3  | 2  | 2 | 57,1% | Semifinal      |
| 2 | Zagallo                 | Copa América de 1995           | 6     | 4  | 2  | 0 | 77,8% | Final          |
| 2 | Zagallo                 | Copa Ouro da CONCACAF de 1996  | 4     | 3  | 0  | 1 | 75%   | Final          |
| 2 | Zagallo                 | Copa América de 1997           | 6     | 6  | 0  | 0 | 100%  | Campeão        |
| 2 | Zagallo                 | Copa das Confederações de 1997 | 5     | 4  | 1  | 0 | 86,7% | Campeão        |
| 2 | Zagallo                 | Copa do Mundo de 1998          | 7     | 4  | 1  | 2 | 61,9% | Final          |
| 2 | Zagallo                 | Total                          | 41    | 30 | 6  | 5 | 79,1% |                |
| 3 | Luiz Felipe Scolari     | Copa América de 2001           | 4     | 2  | 0  | 2 | 50%   | Quartas        |
| 3 | Luiz Felipe Scolari     | Copa do Mundo de 2002          | 7     | 7  | 0  | 0 | 100%  | Campeão        |
| 3 | Luiz Felipe Scolari     | Copa das Confederações de 2013 | 5     | 5  | 0  | 0 | 100%  | Campeão        |
| 3 | Luiz Felipe Scolari     | Copa do Mundo de 2014          | 7     | 3  | 2  | 2 | 52,4% | Semifinal      |
| 3 | Luiz Felipe Scolari     | Total                          | 23    | 17 | 2  | 4 | 76,8% |                |
| 4 | Vicente Feola           | Copa do Mundo de 1958          | 6     | 5  | 1  | 0 | 91,7% | Campeão        |
| 4 | Vicente Feola           | 1º Sul-Americano de 1959       | 6     | 4  | 2  | 0 | 83,3% | 2º lugar       |
| 4 | Vicente Feola           | Copa do Mundo de 1966          | 3     | 1  | 0  | 2 | 33,3% | Fase de grupos |
| 4 | Vicente Feola           | Total                          | 15    | 10 | 3  | 2 | 76,7% |                |
| 5 | Dunga                   | Copa América de 2007           | 6     | 4  | 1  | 1 | 72,2% | Campeão        |
| 5 | Dunga                   | Copa das Confederações de 2009 | 5     | 5  | 0  | 0 | 100%  | Campeão        |
| 5 | Dunga                   | Copa do Mundo de 2010          | 5     | 3  | 1  | 1 | 66,7% | Quartas        |
| 5 | Dunga                   | Copa América de 2015           | 4     | 2  | 1  | 1 | 58,3% | Quartas        |
| 5 | Dunga                   | Copa América Centenário        | 3     | 1  | 1  | 1 | 44,4% | Fase de grupos |
| 5 | Dunga                   | Total                          | 23    | 15 | 4  | 4 | 71%   |                |
| 6 | Carlos Alberto Parreira | Copa América de 1983           | 8     | 2  | 4  | 2 | 50%   | Final          |
| 6 | Carlos Alberto Parreira | Copa América de 1993           | 4     | 1  | 2  | 1 | 50%   | Quartas        |
| 6 | Carlos Alberto Parreira | Copa do Mundo de 1994          | 7     | 5  | 2  | 0 | 81%   | Campeão        |
| 6 | Carlos Alberto Parreira | Copa das Confederações de 2003 | 3     | 1  | 1  | 1 | 44,4% | Fase de grupos |
| 6 | Carlos Alberto Parreira | Copa América de 2004           | 6     | 3  | 2  | 1 | 61,1% | Campeão        |
| 6 | Carlos Alberto Parreira | Copa das Confederações de 2005 | 5     | 3  | 1  | 1 | 66,7% | Campeão        |
| 6 | Carlos Alberto Parreira | Copa do Mundo de 2006          | 5     | 4  | 0  | 1 | 80%   | Quartas        |
| 6 | Carlos Alberto Parreira | Total                          | 38    | 19 | 12 | 7 | 64,7% |                |
| 7 | Tite                    | Copa do Mundo de 2018          | 5     | 3  | 1  | 1 | 66,7% | Quartas        |
| 7 | Tite                    | Copa América de 2019           | 6     | 5  | 1  | 0 | 88,9% | Campeão        |
| 7 | Tite                    | Copa América de 2021           | 7     | 5  | 1  | 1 | 76,2% | 2º lugar       |
| 7 | Tite                    | Copa do Mundo de 2022          | 5     | 3  | 1  | 1 | 66,7% | Quartas        |
| 7 | Tite                    | Total                          | 23    | 16 | 4  | 3 | 75,4% |                |